# Арендарський (хутір)
Арендарський (рос. Арендарский) — колишній хутір у Сербівській волості Новоград-Волинського повіту Волинської губернії.

## Населення
У 1906 році на хуторі проживали 5 мешканців, дворів — 1.

## Історія
В 1906 році — хутір в складі Сербівської волості (2-го стану) Новоград-Волинського повіту Волинської губернії. Відстань до повітового центру, м. Новоград-Волинський, складала 29 верст, до волосної управи в с. Серби — 9 верст. Найближче поштово-телеграфне відділення розташовувалось в Емільчині.
Станом на 1923 рік знятий з обліку населених пунктів.